# شهرستان جفرسون (کانزاس)
شهرستان جفرسن، کانزاس (به انگلیسی: Jefferson County, Kansas) شهرستانی در ایالات متحده آمریکا است که در کانزاس واقع شده‌است.